# Блакитна Лагуна (національний парк)
Національний парк Блакитна лагуна — невеликий притулок дикої природи у північній частині заплави річки Кафуе у центральній провінції Замбії. Він охоплює близько 500 km2 і є легко доступним для відвідування, оскільки знаходиться лише за 100 км на захід від столиці країни міста Лусаки (120 км по дорозі).

## Екологія і тваринний світ

Захищені території Кафуе Флетс

Головне русло річки Кафуе протікає приблизно в 10 км на південь від південної межі парку.
Стада болотяних антилоп лечве річки Кафуе можна побачити на затоплених рівнинах, на болотах  антилопу — сітатунга і зебр, антилопи редбак і буйволи пасуться в більш сухих частинах. Тут можна побачити дуже велику кількість видів птахів, особливо водоплавних.
Парк Блакитна Лагуна схожий на національний парк Лочінвар на протилежному березі річки Кафує (але між ними немає прямої дороги, окрім Лусаки).

## Зручності
Територія парку колись була фермою, а старий фермерський будинок тепер є рецепцією парку. Для розміщення доступні чотири шале, а на краю заплави – кемпінг. 